# Austrochalcophora subfasciata
Austrochalcophora subfasciata (лат.) — вид жуков-златок, единственный в составе рода Austrochalcophora из подсемейства Chrysochroinae. Эндемик Австралии.

## Распространение
Квинсленд, Новый Южный Уэльс, Тасмания, Южная Австралия (Австралия).

## Описание
Имаго активны в январе. Жуки были зарегистрированы в Центральном Квинсленде с листьев эвкалипта (Eucalyptus sp.) и в Северном Квинсленде с листьев акации (Акация чёрная, Fabaceae). Личинки также были зарегистрированы на Acacia melanoxylon — этот вид распространен главным образом на Тасмании, на юго-востоке Южной Австралии, вглубь страны до Национального парка Маунт-Капутар (Новый Южный Уэльс) и примерно в 200 км к северу от Брисбена, но имеет изолированные популяции в центральном и северном прибрежном Квинсленде.

## Систематика
Вид был впервые описан в 1916 году под названием Chalcophora subfasciata Carter, 1916, а в 2006 году выделен в монотипический род Austrochalcophora. Род входит в состав родовой группы Chalcophora трибы Chrysochroini Laporte, 1835 из подсемейства Chrysochroinae. Типовой вид рода Austrochalcophora subfasciata ранее помещали в Chrysodema и Chalcophora; последний является в основном голарктическим родом, большинство входящих в него видов обычно связаны с хвойными деревьями (например, Pinus, Picea), а эти хозяева весьма далеки от известных взрослых и личиночных хозяев Austrochalcophora subfasciata. Беллами (2006) считает, что, хотя морфологические различия между Chalcophora и Austrochalcophora не столь велики, в сочетании с биологическим и биогеографическим расхождением с Chalcophora выделение нового рода оправдано.